# Rautenpython

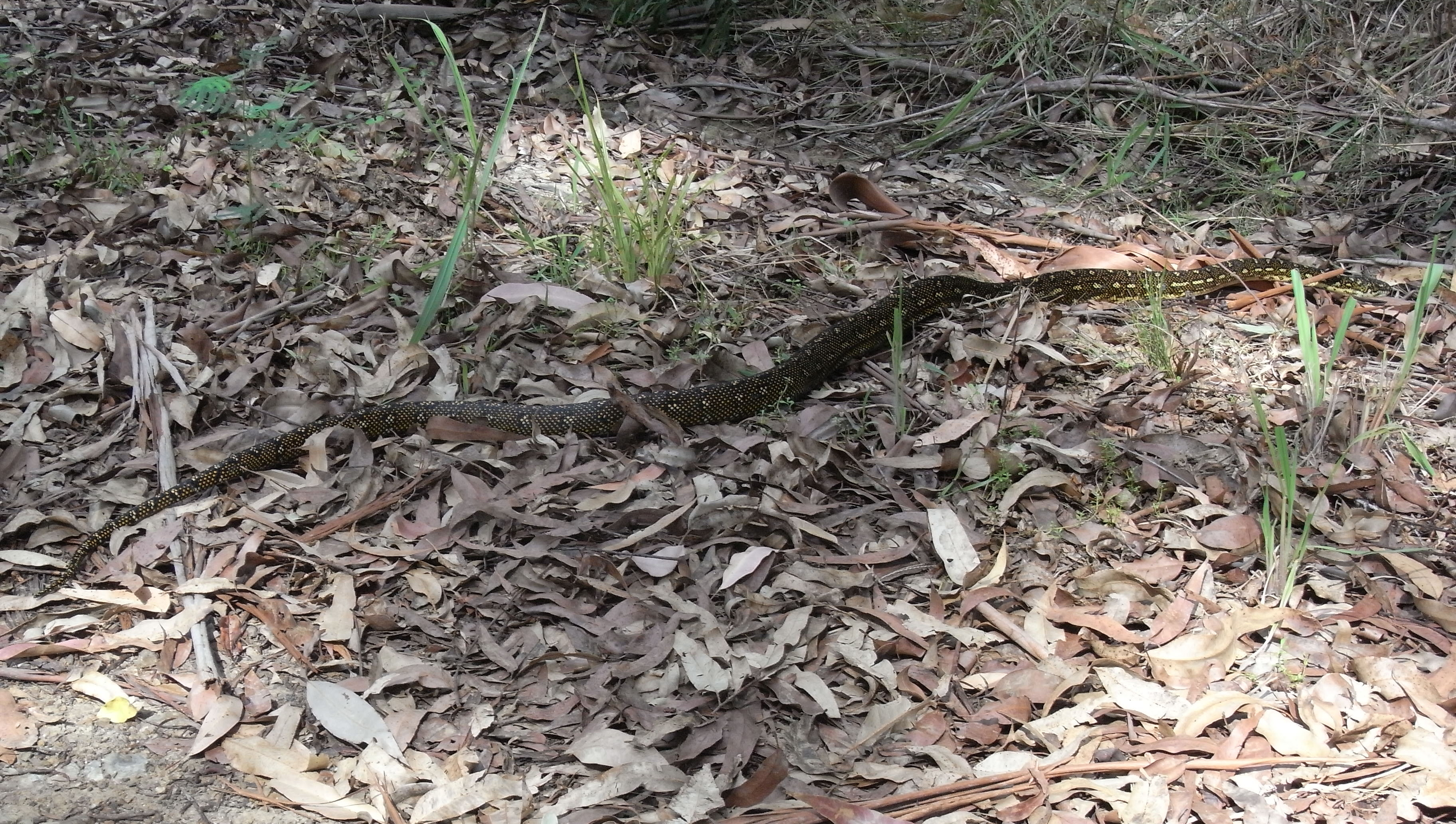
Rautenpython (Morelia spilota spilota)

Der Rautenpython (Morelia spilota), auch Teppichpython oder Diamantpython, ist eine Schlangenart aus der Familie der Pythons (Pythonidae).
Dieser große Vertreter der Gattung Morelia tritt in seinem weiten Verbreitungsgebiet von Australien und Neuguinea in vielen Farbvariationen auf. Er ist sehr anpassungsfähig und ist nacht- aber auch tagaktiv. Häufig findet man ihn in der Nähe menschlicher Behausungen, wo er sich als Vertilger von Ratten und Mäusen nützlich macht. Die Schlange ist aber oft von Parasiten wie Ophidascaris robertsi befallen und scheidet deren Eier mit dem Kot aus. Diese können sich dann im Mensch als Fehlwirt bis zum Larvenstadium entwickeln.

## Merkmale
Die meisten Unterarten zeigen eine aus hellen und dunklen Bändern oder Netzen bestehende komplexe Zeichnung auf braunem, rötlichbraunem oder grauem Grund. Alle Variationen haben einen dreieckigen Kopf, der sich deutlich vom Hals abhebt und mit vielen kleinen Schuppen bedeckt ist. Die Schuppen der Mundränder tragen eine Reihe auffälliger Grubenorgane; die Augen sind mäßig groß und besitzen senkrechte Pupillen.

## Unterarten
Nach Henderson und Powell werden zurzeit sieben Unterarten anerkannt:
- Morelia spilota spilota
- M. s. cheynei
- M. s. mcdowelli
- M. s. metcalfei
- M. s. imbricata
- M. s. variegata
- M. s. harrisoni

## Trivia
Die Weibchen des Schild-Paradiesvogels belegen mit der abgeworfenen Haut dieser Schlange den Rand ihrer Nester. Das Verhalten dient vermutlich dazu, Fressfeinde abzuschrecken.